# هيلين بورغس
هيلين بورغس هي مرممة ‏ كندية، ولدت في 28 يوليو 1951 في ليثبريدج في كندا، وتوفيت في 24 أغسطس 1999 في أوتاوا في كندا.